# Роберт Делео
Роберт Делео (англ. Robert DeLeo, нар. 2 лютого 1966) — американський музикант, бас-гітарист рок-гурту Stone Temple Pilots.

## Життєпис
Роберт Делео народився в Нью-Джерсі. Після закінчення школи переїхав до Лос-Анджелесу, де понад рік буквально «жив у машині». В 1985 році він познайомився з барабанщиком Еріком Кретцем та вокалістом Скоттом Вейландом, і створив рок-гурт, до якого невдовзі приєднався його старший брат Дін Делео. Колектив отримав назву Stone Temple Pilots та став відомим після виходу платівки Core в 1992 році. Гурт називали «новими Pearl Jam» та критикували через комерційність та подібність до гранджових колективів. Роберт Делео був одним з основних авторів пісень, доклавши руку до 17 з 23 композицій на перших двох альбомах.
Роберт Делео продовжував грати в Stone Temple Pilots протягом більш ніж тридцяти років. За цей час в колективу змінились вокалісти: спочатку Скотта Вейланда замінив Честер Беннінгтон з Linkin Park, а потім замість нього фронтменом став колишній учасник американського шоу X-Factor Джефф Гутт. Під час неактивності Stone Temple Pilots, пов'язаною із лікуванням від наркотичної залежності Скотта Вейланда, Роберт Делео брав участь в сторонніх проєкт, на кшталт Talk Show (1995—1997) та Army of Anyone (2005—2007). У 2022 році стало відомо, що Делео працює над дебютним сольним альбомом.
Роберта Делео частіше за все грає на чотириструнних бас-гітарах. В нього є власна підписна модель Schecter Model-T, а також кастомні інструменти Nelson Guitars, створені спеціально для нього. В колекції Делео також інструменти Fender Precision, Fender Jazz, Fender Telecaster, Rickenbacker, Gibson Thunderbird та багато інших. Він надає перевагу підсилювачам Ampeg VT22 з кабінетами Marshall 8x10, або Ampeg B15 1967 року. Також Делео використовує педаль wah-wah.
В 1998 році Роберт Делео одружився зі своєю подругою Крістен. У пари є двоє дітей — Дюк та Малколм.